# 14501 Tetsuokojima
14501 Tetsuokojima (1995 WA8) là một tiểu hành tinh vành đai chính được phát hiện ngày 29 tháng 11 năm 1995 bởi T. Kobayashi ở Oizumi.